# 藤井貞和
藤井 貞和（ふじい さだかず、1942年4月27日 - ）は、日本の詩人、日本文学者。文学博士（東京大学・論文博士・1992年）。東京大学名誉教授。

## 経歴
出生から修学期
1942年、東京都で生まれた。東京大学文学部で学び、1966年に卒業。大学院人文科学研究科国語国文学専門課程に進み、1972年に博士課程を単位取得満期退学。
1972年より 共立女子短期大学専任講師。また、同年に『源氏物語の始原と現在』を発表して注目された。1975年、共立女子短期大学助教授に昇格。1979年、東京学芸大学助教授に転じた。1992年に同大教授に昇格。1992年、学位論文『物語文学成立史』を東京大学に提出して文学博士の学位を取得。1995年、東京大学教養学部教授に就いた。2003年に東京大学を定年退官し、名誉教授となる。2004年から立正大学文学部文学科（日本語日本文学専攻コース）教授として教鞭をとった。2013年、同大を定年退職し、その後は同大非常勤講師として教鞭を執った。2018年、同大非常勤講師を退任。

## 研究内容・業績
専門は古代文学から中古文学で、特に源氏物語を中心とした物語文学を研究している。

### 言説
1991年、湾岸戦争の際『鳩よ!』の戦争詩特集を批判した瀬尾育生と論争を行った。故郷すくなびこなをこよなく愛し、また無類のパンダ好きとしても知られる。

## 家族・親族
- 父：藤井貞文は折口信夫門下の歴史学者で國學院大學名誉教授。
- 姉：藤井常世は歌人(名付け親は折口信夫)。

## 受賞・栄典
- 1999年：詩人として『「静かの海」石、その韻き』で第40回晩翠賞を受賞[1]。
- 2001年：『源氏物語論』で角川源義賞受賞[4]。
- 2002年：『ことばのつえ、ことばのつえ』で藤村記念歴程賞と高見順賞受賞[1]。
- 2006年：『神の子犬』で現代詩花椿賞と現代詩人賞を受賞。
- 2007年：『甦る詩学』で伊波普猷賞。
- 2008年『言葉と戦争』で日本詩人クラブ詩界賞受賞[1]。
- 2012年：『春楡の木』で第3回鮎川信夫賞、芸術選奨文部科学大臣賞受賞[1][5]。
- 2022年：『よく聞きなさい、すぐにここを出るのです。』で第74回読売文学賞受賞[1][6]。
- 2023年：『よく聞きなさい、すぐにここを出るのです。』で日本芸術院賞[7]

## 著作

### 研究書・評論
- 『源氏物語の始原と現在』三一書房 1972
  - 文庫化 岩波現代文庫 2010
- 『釈迢空 詩の発生と「折口学」：私領域からの接近』国文社 1974
  - 文庫化 講談社学術文庫 1994
- 『深層の古代 文学史的批評』国文社 1978
- 『古日本文学発生論』思潮社 1978
- 『古典を読む本』日本ブリタニカ 1980
- 『古文の読みかた』岩波ジュニア新書 1984
- 『物語の結婚』創樹社 1985
  - 文庫化 ちくま学芸文庫 1995
- 『古典を読む本』三省堂 1987
  - 改題文庫化『古典の読み方』講談社学術文庫 1998
- 『物語文学成立史：フルコト・カタリ・モノガタリ』東京大学出版会 1987
- 『「おもいまつがね」は歌う歌か：続・古日本文学発生論』新典社 1990
- 『物語の方法』桜楓社 1992
- 『源氏物語』岩波セミナーブックス 1993
- 『日本「小説」原始』大修館書店 1995
- 『源氏物語入門』講談社学術文庫 1996
- 『物語の起源 フルコト論』ちくま新書 1997
- 『詩の分析と物語状分析』若草書房 1999
- 『折口信夫の詩の成立 詩形/短歌/学』中央公論新社 2000
- 『国文学の誕生』三元社 2000
- 『源氏物語論』岩波書店 2000
- 『平安物語叙述論』東京大学出版会 2001
- 『物語理論講義』東京大学出版会 2004
  - 改題文庫化『物語論』講談社学術文庫 2022
- 『甦る詩学「古日本文学発生論」続 南島集成』まろうど社 2007
- 『タブーと結婚「源氏物語と阿闍世王コンプレックス論」のほうへ』笠間書院 2007
- 『言葉と戦争』大月書店 2007
- 『日本語と時間：〈時の文法〉をたどる』岩波新書 2010
- 『文法的詩学』笠間書院 2012
- 『文法的詩学その動態』笠間書院 2015
- 『日本文学源流史』青土社 2016
- 『構造主義のかなたへ 『源氏物語』追跡』笠間書院 2016
- 『日本文法体系』ちくま新書 2016
- 『非戦へ　物語平和論』編集室水平線 2018
- 『〈うた〉起源考』青土社 2020
- 『物語史の起動』青土社 2022
- 『日本近代詩語』知の新書 2023

### 詩集・詩論
- 『乱暴な大洪水』思潮社 1976
- 『ラブホテルの大家族』書肆山田 1981
- 『日本の詩はどこにあるか 詩集』砂子屋書房 1982
- 『藤井貞和詩集』思潮社(現代詩文庫） 1984
- 『Purify! fujii sadakazu 1984;his poetical works』書肆山田 1984
- 『言問う薬玉』砂子屋書房 1985
- 『言葉の起源 近・現代詩小考』書肆山田 1985
- 『遊ぶ子供 織詩』思潮社 1986
- 『口誦さむべき一篇の詩とは何か 藤井貞和詩論集』思潮社 1989
- 『反歌・急行大和篇』書肆山田 1989
- 『ハウスドルフ空間』思潮社 1989
- 『ピューリファイ,ピューリファイ! 藤井貞和の詩』書肆山田 1990
- 『大切なものを収める家』思潮社 1992
- 『続・藤井貞和詩集』思潮社（現代詩文庫）1992
- 『湾岸戦争論 詩と現代』河出書房新社 1994
- 『「静かの海」石、その韻き』思潮社 1998
- 『パンダくるな』水牛 2001
- 『自由詩学』思潮社 2002
- 『ことばのつえ、ことばのつえ』思潮社 2002
- 『神の子犬』書肆山田 2005
- 『人間のシンポジウム』思潮社 2006
- 『詩的分析』書肆山田 2007
- 『うた：ゆくりなく夏姿する君は去り』書肆山田 2011
- 『東歌篇：異なる声』反抗社出版・カマル社発売 2011
- 『春楡の木』思潮社 2011
- 『人類の詩』思潮社 2012

## 関連・外部リンク
- 藤井貞和：作家別作品リスト - 青空文庫